# بوزنتن
بوزنتن (به لاتین: Bodzentyn) یک شهر در لهستان است که در گمینا بوزنتن واقع شده‌است. بدزنتین ۸٫۶۵ کیلومتر مربع مساحت و ۲٬۲۴۱ نفر جمعیت دارد.